# Crkva sv. Petra (Petrovsko)
Crkva sv. Petra  je rimokatolička crkva u općini Petrovsko, zaštićeno kulturno dobro.

## Opis dobra
Pravilno orijentirana župna crkva smještena je na uzvisini u središtu Petrovskog. Izvorno srednjovjekovna crkva s gotičkim poligonalnim svetištem poduprtim kontraforima, svođenim zvjezdastim svodom., kojemu je na prijelazu iz 18. u 19. st. prigrađen pravokutni barokni brod, a kasnije i masivni toranj nad samim ulazom u crkvu. Bočnim ulazima smještenim na pročelju dolazi se do plitkih bočnih kapela prigrađenih istovremeno kad i brod. Crkva je opremljena trima baroknim oltarima iz 18. st. od kojih su dva pandana smještena u bočnim kapelama, dok je glavni oltar u svetištu osobito vrijedan primjer barokne oltarne umjetnosti. Unutrašnjost crkve oslikana je freskama Lovre Sirnika 1943. godine.

## Zaštita
Pod oznakom Z-2495 zavedena je kao nepokretno kulturno dobro - pojedinačno, pravnog statusa zaštićena kulturnog dobra, klasificirano kao "sakralna graditeljska baština".